# Fortunato Calcagno

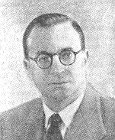
Fortunato Calcagno

Fortunato Calcagno (Ramacca, 9 juli 1900 – 31 maart 1966) was een advocaat en volksvertegenwoordiger in Italië.

## Levensloop
Calcagno groeide op in het koninkrijk Italië, meer bepaald in Sicilië. Na zijn rechtenstudies aan de universiteit van Catania werd hij advocaat. 
Na de val van het koningschap stelde Calcagno zich kandidaat voor de eerste parlementsverkiezingen in de republiek (1949). Hij zetelde in de Camera dei Deputati voor de partij Democrazia Cristiana van 1949 tot 1953. In het parlement zetelde Calcagno onder meer in de commissie die wettelijk voorbereidend werk deed voor grootschalige bouwwerken in de Mezzogiorno en in de commissie voor schadeloosstelling in het kader van de Tweede Wereldoorlog.
Als kamerlid geraakte Calcagno betrokken in het beheer van krantenuitgeverijen. Zo zat hij de Editoriale Siciliana voor; dit consortium kocht de krant Corrierre della Sicilia op. Dit was een dagblad gestart tijdens de Tweede Wereldoorlog door linkse partizanen. Door toedoen van Calcagno werd de krant tijdelijk christendemocratisch van inslag (1950-1954).